# Keron DeShields
Keron Melique DeShields (Baltimore, Maryland, 4 de diciembre de 1992) es un jugador de baloncesto estadounidense que pertenece a la plantilla del Al Riyadi Beirut de la Liga Libanesa de Baloncesto. Con 1,88 metros de estatura, juega en la posición de base. Representa a Siria a nivel internacional.

## Trayectoria deportiva

### Universidad
Jugó tres temporadas con los Grizzlies de la Universidad de Montana, en las que promedió 6,9 puntos, 1,7 rebotes y 1,6 asistencias por partido. En 2014 pidió ser transferido a los Tigers de la Universidad Estatal de Tennessee, para poder estar más cerca de su familia. Tras cumplir el preceptivo año de sanción que impone la NCAA, jugó su última temporada como universitario, promediando 16,5 puntos, 3,3 rebotes y 3,0 asistencias, siendo incluido tento en el mejor quinteto de debutantes como en el absoluto de la Ohio Valley Conference.

### Profesional
Tras no ser elegido en el Draft de la NBA de 2016, firmó su primer contrato profesional con el Latina Basket de la Serie A2 italiana, donde en su primera temporada promedió 15,5 puntos y 4,7 rebotes por partido.
En septiembre de 2017 firmó con el Jászberényi KSE de la liga húngara.
En diciembre de 2024 se unió al Al-Ittihad Jeddah de Arabia Saudita.
En junio de 2025 fue contratado por el Al Riyadi Beirut de la Liga Libanesa de Baloncesto para jugar la fase final de los play-offs de la temporada, consagrándose finalmente campeón del torneo con su equipo.

## Selección nacional
DeShields se nacionalizó sirio para jugar con la selección de baloncesto de Siria en la FIBA Asia Cup de 2025.